# Matorauka
Matorauka (biał. Матораўка; ros. Моторовка, Motorowka) – wieś na Białorusi, w obwodzie homelskim, w rejonie kormańskim, w sielsowiecie Łużok.